# Štirinsko jezero
Štirinsko jezero je najveće od jezera na planini Zelengora, u istočnom dijelu Bosne i Hercegovine u sastavu Nacionalnog parka Sutjeska. 
Jezero je dugačko je oko 600 m, široko oko 350 m, a najveća dubina mu je 4,5 m. Nalazi se na nadmorskoj visini od 1.672 m i udaljeno je od Kotlaničkog jezera oko 1 sat hoda. Okruženo je vrhovima: Dumoš, Todor (1.949 m) i Osredak (1.828 m). U njemu obitava jezerska zlatovčica. U blizini jezera nalazi se 80 stećaka.

## Vanjske poveznice
- Slika Štirinskog jezera  Arhivirana inačica izvorne stranice od 17. svibnja 2013. (Wayback Machine)